# Das Mädchen mit der Katze
Das Mädchen mit der Katze ist ein 1983 im Ost-Berliner Kinderbuchverlag erschienenes Kinderbuch für „Leser von 9 Jahren an“ von Alfred Wellm. Die zahlreichen farbigen Zeichnungen stammen von Siegfried Linke. Bis 1989 gab es fünf Auflagen, außerdem 2007 eine Neuauflage im Leipziger LeiV-Verlag.

## Inhalt
Ein taubes Mädchen wohnt nahe einem See. Es fühlt sich allein und fantasiert beim Umherspazieren mit einer Katze eine eigene Welt. So reitet es auf einem Elefanten, der eigentlich nur ein Findling ist, bis ins Siebenland, wo es den Menschen bei allerlei Schwierigkeiten hilft. Einmal vertreibt das Mädchen zum Beispiel mit Hilfe des Schneiders Siebenöhr sieben Verwüstungen anrichtende Riesen. Auf dem Nachhauseritt übersehen die Tiere den Zauberfaden, den eine neidische grüne Spinne gesponnen hat.
Am See stellt das Mädchen einem regelmäßig dort anzutreffenden Zeitungsleser Fragen, der geduldig mit deutlichen Lippenbewegungen antwortet. Es lässt sich von diesem Herrn Schmidt, den es „Rote Jacke“ nennt, erklären, was die Welt ist, und berichtet dann von Siebenland.
Am letzten Badetag raunt Herr Schmidt in Gegenwart der Urlauber etwas von einem Elefanten „hinter dem Wald“, der von vier Leoparden begleitet werde. Das Mädchen wendet ein, dass es sich dabei nur um große Steine handele, aber Herr Schmidt gibt die ursprüngliche Erklärung des Mädchens, dass die Tiere vor hundert Jahren zu Steinen geworden seien, wieder. Herr Schmidt bedauert, die unbekannte Welt, die mit dem Elefanten zu erreichen sei, noch nicht gesehen zu haben und stapft los. Neugierig folgt die Badegesellschaft. Herr Schmidt beginnt, von den Heldentaten in Siebenland zu berichten. Anfangs schämt sich das Mädchen, doch das Interesse der Menge beflügelt es, alle detailliert einzuweihen. Am Ende klärt sie noch über die Versteinerung auf, die vor hundert Jahren durch Tritte auf den ausgelegten Zauberfaden der grünen Spinne ausgelöst wurde.
Mit dem Ende des Sommers sind alle Badenden verschwunden und das Mädchen gibt dem Verlangen Raum, Krach mit seinen Sinnen zu erfassen, doch die Umwelt duldet den durch Türenschlagen oder Blechdosenpoltern selbsterzeugten Krach nicht. Der Protagonistin bleibt lediglich das Schnurren der Katze.

## Das Mädchen
Über die Taubheit ist das Mädchen nicht traurig, weil es damit eigentlich gut zurechtkommt. Nur die Kontakte zu den Hörenden sind eingeschränkt. Aber aus seiner reichen Fantasie, gepaart mit naiver Hartnäckigkeit, schöpft es Kraft.
Maria Becker sieht im Mädchen eine Außenseiterfigur, von der „die Erwachsenen noch etwas lernen sollten – nämlich Wahrheiten über eigene defizitäre Gesellschaftsmuster“.
Das Mädchen ist namenlos und somit als Menschenwesen und als Märchenfigur zugleich anzusehen. „Ein reizvoller Kunstgriff, der dazu beiträgt, die reale Ebene des Erzählten mit einer gleichnishaft-symbolischen Dimension zu überlagern“, wie Barbara Peinke findet.

## Die Katze
Der Titel des Buches könnte als irreführend angesehen werden, da die Katze keine die Geschichte vorantreibende Rolle spielt. Sie folgt dem Mädchen auf dem Fuß, ist sein nie miauender, also stiller, Begleiter, was adäquat zur Gehörlosigkeit des Mädchens ist. Ihr Schnurren „erfühlt“ das Mädchen. Im Kontrast dazu folgt später die plappernde Schar der Badegäste dem Mädchen. Als der Sommer vorbei und das Mädchen wieder allein ist, ist das Katzenschnurren das einzige Geräusch, das dem Mädchen zu erzeugen erlaubt ist.

## Das Siebenland
Peinke stellt fest: „Es ist kein Schlaraffenland, jedoch etwas Erstrebenswertes: Die Menschen haben Zeit füreinander, Freundlichkeit und Hilfsbereitschaft sind erste Bürgerpflicht.“ So besteht auch kein Zweifel, dass man gemeinsam die sieben groben Riesen vertreiben wird. Die Erfahrung, dass es Neider gibt, symbolisiert hier die grüne Spinne. Sie erreicht, dass die fünf Tiere bald nach Verlassen von Siebenland versteinern, jedoch kann das Mädchen sie nach Belieben wiedererwecken.

## Die Badegesellschaft
Damit dass die Seebesucher „keine biographisch reich ausgestatteten Charaktere, sondern nur Typen-Menschen“ sind, habe Wellm beabsichtigt, uns „in gescheiter Art und nicht ohne Humor einen Spiegel vors Gesicht“ zu halten, meint Peinke.
Der von dem Mädchen als „Rote Jacke“ Angesprochene, zunächst nur zeitunglesend am See Sitzende – was der erste Unterschied zu all den wasseraffinen Anwesenden ist –, erhält noch die Bezeichnung „Herr Schmidt“, denn er entwickelt sich in Richtung Persönlichkeit: Er gibt sich Mühe, die Fragen nach der (realen) Welt zu beantworten, noch dazu so, dass das Mädchen ihn verstehen kann. Um der Isolation des Mädchens entgegenzuwirken, lässt er sich auf die Fantasiewelt ein und „infiziert“ gewissermaßen die anderen Seebesucher damit.

## Schluss der Erzählung
Nachdem die hörenden Erwachsenen die Welt des tauben Mädchens erkundet haben, ist das vorher schon vorhandene Interesse des Mädchens an der Welt der Hörenden noch gewachsen. Es erkundet Geräuscheffekte, stößt dabei aber auf Ablehnung derer, die sich von dem „Lärm“ gestört fühlen. So bleibt nur die Katze mit ihrem erfühlbaren leisen Schnurren.

## Weitere Aspekte
- Alfred Wellm wurde durch ein Bild von Fritz Duda zu seiner Geschichte angeregt.[2]
- Die Badegesellschaft akzeptiert nicht nur die fantastische Heldentat des Mädchens, sondern auch, dass sie vor 100 Jahren passiert sein soll, das Mädchen also über 100 sein müsste.
- Ab der 4. Auflage ist das Buch mit der ISBN 3-358-00128-8 versehen. Die Neuauflage im LeiV-Verlag hat die ISBN 978-3-89603-282-9.
- Das Buch wird für gehörlose Kinder empfohlen.

## Rezeption
Karin Richter subsumiert das Buch in ihrem in Fachbüchern veröffentlichten Beitrag (z. B. in Kinder- und Jugendliteratur der Gegenwart) unter dem Sujet „Kinderfiguren als gefährdete Wesen“. Weiter schreibt sie, Wellm stilisiere „ein behindertes Kind zum Träger der idealen Werte“ und konfrontiere es „mit einer pervertierten Gesellschaft der Erwachsenen.“
In der Geschichte der deutschen Kinder- und Jugendliteratur konstatieren Bernd Dolle-Weinkauff und Steffen Peltsch: „Die Fremdheit des Kindes […] steht wie bei kaum einem anderen Kinderbuchautor der DDR gegen das propagandistische Postulat der Geborgenheit des jungen Menschen in der sozialistischen Gemeinschaft.“
„Es ist immer wieder erstaunlich, wie Wellm es versteht, eine Brücke zu schlagen zwischen dem Bedeutsamen seiner Thematik und denjenigen, für die seine Bücher in erster Linie geschrieben sind, den Kindern“, fand Barbara Peinke in der Neuen Deutschen Literatur.
Andere Rezensenten charakterisierten das Werk als „sensibles Kinderbuch“ oder „berührende Erzählung“.
Auf der Website der Arbeitsgemeinschaft Jugendliteratur und Medien der GEW finden sich einige Buchbesprechungen. Dort werden das Thema sowie dessen Umsetzung als „anspruchsvoll“ eingestuft. Auch Zuschreibungen wie „einfühlsam“ , „liebevoll“ und „sensibel“ werden verwendet. Beim Sprachstil gibt es einerseits die Ansicht, er sei „angemessen“, anderseits jedoch „eigenwillig“, daher „gewöhnungsbedürftig“. Die Bedeutung des Buches liege in der Aufwertung kindlicher Weltbetrachtung. Trotz aller Sinne könnten viele Menschen die Welt nur oberflächlich wahrnehmen.